# Огг, Уильям Гамми
Уильям Гамми Огг (2 ноября 1891, Абердиншир — 1979) — британский почвовед.

## Биография
Родился 2 ноября 1891 года в Абердиншире. Учился в колледже Роберта Гордона, Абердинском и Кембриджском университетах. После окончания трёх учебных заведений, был приглашён в сельскохозяйственное отделение Абердинского университета, где работал с 1914 по 1919 год. С 1919 по 1920 год работал в Совете по сельскому хозяйству Шотландии. Был послан на стажировку в Канаду и США, после окончания стажировок вернулся обратно. В 1930 году был избран директором Почвенного института Макаулти в Абердине, данную должность занимал вплоть до 1943 года. С 1943 по 1958 год занимал должность директора Ротамстедской опытной станции, одновременно с этим с 1953 по 1955 год занимал должность Президента Общества химической промышленности. С 1958 года — на пенсии.
Скончался в 1979 году.

## Научные работы
Основные научные работы посвящены изучению состава почв.
- Занимался вопросами мелиорации.
- Исследовал агрохимические свойства торфяников.

## Членство в обществах
- 1957-79 — Иностранный член ВАСХНИЛ.
- Почётный член Королевского сельскохозяйственного общества Англии.
- Член-корреспондент Французской сельскохозяйственной академии.
- Член ряда других научных обществ.